# DR-DOS
DR-DOS [diːˈɑːɹ dɑːs] ist ein zu PC DOS kompatibles DOS-Betriebssystem, das seit 2002 von DRDOS, Inc. (DeviceLogics) vertrieben wird. Es wurde als DR DOS (Digital Research Disk Operating System, ohne Bindestrich) von der gleichnamigen Firma Digital Research aus dem Betriebssystem CP/M-86 entwickelt und stand in den 1980er und 1990er Jahren in direkter Konkurrenz zum damals dominierenden PC-Betriebssystem MS-DOS von Microsoft. Nach dem Verkauf an Novell 1993 wurde es in Novell DOS umbenannt. Nach einem weiteren Verkauf 1997 an Caldera wurden Teile des Quelltextes veröffentlicht und das Betriebssystem für private Zwecke als OpenDOS 7.01 verfügbar gemacht, und als DR-DOS 7.02 zuerst auf Stand von Novell DOS 7 gebracht, dann geringfügig weiterentwickelt. Für diverse Bootdisketten von Produkten anderer Hersteller gab es OEM-Versionen, z. B. DR-DOS 7.04/7.05 von Ontrack Systems. 1999 kaufte Lineo DR-DOS, nach dessen Ende es 2002 schließlich an DeviceLogics ging. Seit 2003 wurden die im Quelltext freigegegebenen Teile von einer kleinen DOS-Community im DR-DOS/OpenDOS Enhancement Project als Enhanced DR-DOS weiterentwickelt. Die von DeviceLogics (DRDOS, Inc.) veröffentlichten Versionen 8.0 und 8.1 mussten wieder zurückgezogen werden, da sie ohne Genehmigung Teile von Enhanced DR-DOS und FreeDOS enthielten.
2022 wurden die 1997 veröffentlichten Quelltexte des DOS-Kernels (BIOS bzw. IBMBIO.COM und BDOS bzw. IBMDOS.COM) und des Kommandozeileninterpreters COMMAND.COM von OpenDOS 7.01 von DRDOS, Inc. unter Public Domain gestellt. Eine darauf basierende freie DOS-Distribution ist SvarDOS.

## Geschichte

### Unter Digital Research (bis 1993)
Ende der 1970er Jahre hatte sich das Betriebssystem CP/M der Firma Digital Research als Standardbetriebssystem für die damals verbreiteten 8-Bit-Rechner etabliert.
IBM hatte die Entwicklung des Personal Computers lange Zeit als Projekt ohne Perspektive angesehen und folglich vernachlässigt und den Markt anderen Anbietern überlassen. Anfang der 1980er Jahre jedoch entschloss man sich, mit einem eigenen Personal Computer, dem IBM PC auf den Markt zu treten. Im Gegensatz zu den etablierten Systemen handelte es sich aber nicht um ein 8-Bit-System auf der Basis des Z80 von Zilog, sondern um ein 16-Bit-System auf Basis des neuen 8086 von Intel, der nicht zuletzt durch den großen Erfolg des IBM PC und seiner kompatiblen Nachbauten die x86-Architektur und damit die gesamte Familie der x86-Prozessoren begründete.
Aus vertraglichen Gründen lizenzierte IBM nicht das für die neue Prozessorgeneration angepasste CP/M-86 von Digital Research, sondern das von Microsoft aufgekaufte und in PC DOS (auch: IBM DOS) umbenannte 86-DOS von SCP. 86-DOS war wiederum großteils ein Nachbau von CP/M für den 8086-Prozessor, das von Tim Paterson 1980 geschrieben worden war, weil das von Digital Research angekündigte CP/M-86 zu lange auf sich warten ließ.
Als der erste IBM PC 1981 der Öffentlichkeit vorgestellt wurde, war nun auch CP/M-86 verfügbar und Digital Research konnte erreichen, dass es mit IBM PCs optional bestellt werden konnte, doch war der Siegeszug von 86-DOS (als PC DOS) aufgrund des günstigeren Preises damit eingeleitet. PC DOS wurde später von Microsoft auch separat als MS-DOS verkauft und lizenziert und als solches auch mit PCs anderer Hersteller gebündelt. Aufgrund des immer größer werdenden Marktes an IBM-PC-Nachbauten wurde MS-DOS zur verbreitetsten und (gemeinsam mit PC DOS) zur wichtigsten DOS-Variante – und damit zum Referenzsystem, an dem sich auch Digital Research zunehmend orientieren musste.
Der neuen Konkurrenzsituation und der üblichen Namensgebung der PC-Betriebssysteme geschuldet wurde CP/M-86 zuerst in Concurrent CP/M-86, dann in Concurrent DOS, später in DOS Plus und schließlich in DR DOS umbenannt und mit MS-DOS als wichtigstem Maßstab weiterentwickelt; so wurde aus dem ähnlichen, aber zu MS-DOS nicht kompatiblen CP/M-86 allmählich DOS (Concurrent DOS, DOS Plus), das sowohl CP/M-86- als auch MS-DOS-Programme ausführen konnte, und schließlich DR DOS, das voll und ganz für Kompatibilität zu MS-DOS ausgelegt war und unter dem CP/M-86-Programme nicht mehr funktionierten.
Digital Research war nun in der Situation, sein Betriebssystem hauptsächlich direkt an den Endkunden bringen zu müssen, oftmals obwohl dieser schon ein Betriebssystem mit seinem Rechner erworben hatte, denn wegen der restriktiven Lizenzpolitik für MS-DOS lieferten nur wenige OEM ihre Rechner mit DR DOS aus, in Deutschland war dafür hauptsächlich Vobis bekannt.
Um unter diesen Umständen bestehen zu können, war DR DOS der zeitgleich verkauften MS-DOS-Version nicht nur namentlich meist um eine Versionsnummer voraus, sondern enthielt auch Techniken, die in MS-DOS erst wesentlich später oder nie Einzug erhielten:
Bereits DR DOS 3.31, das parallel zu MS-DOS 3.3 verkauft wurde, bot beispielsweise Unterstützung für Festplatten mit mehr als 32 MB, außerdem verfügten die Programme über eine Hilfefunktion die mit dem Parameter /h aufgerufen werden konnte. DR DOS 5.0 enthielt die grafische Oberfläche ViewMAX und erweiterte Hilfefunktionen. Mit DR DOS 6.0 brachte Digital Research eine Festplattenkompression, die eine doppelt so große Nutzkapazität der Festplatte versprach, sowie das komplette Handbuch als Hypertext-Online-Hilfe. Zudem konnte DR DOS den damals knappen Hauptspeicher effizienter verwalten und so mehr von dem kostbaren Speicher in den ersten 640 kB für Programme freihalten.
Trotz dieser Eigenschaften konnte sich DR DOS nie endgültig durchsetzen; nicht zuletzt hatte auch Microsoft einen erheblichen Anteil am Scheitern:
So wurden zum Beispiel Kunden irritiert, indem Microsoft in seiner Kritik an DR DOS 6.0 auf die Gefahren von Festplattenkompression hinwies, obwohl diese Technik dann mit DoubleSpace (später: DriveSpace) in MS-DOS 6.x ebenfalls eingeführt wurde.
In Windows 3.1 baute Microsoft Funktionen ein, welche den Betrieb unter DR DOS unnötig erschwerten und somit ebenfalls potenzielle Käufer vom Kauf abhielten (AARD-Code), obwohl schon beim Verkaufsstart von Windows 3.1 das benötigte DR DOS-Update zur Verfügung stand.
Die Behauptung von Microsoft, dass Windows 95 angeblich nicht auf alternativen DOS-Versionen laufen könne, tat ihr Übriges.

### Unter Novell (1993–1996)
Novell, das Digital Research bereits während der Zeit von DR DOS 6 gekauft hatte, entwickelte noch eine Version Novell DOS 7, die echtes Multitasking, worunter man sogar Windows 3.x ausführen konnte, und Netzwerkfähigkeit enthielt, das Ende von DR DOS war damit aber nicht mehr aufzuhalten. Novell verkaufte schließlich alle Rechte an DR DOS, CP/M und GEM an Caldera.

### Unter Caldera (1997–1999)
Caldera vertrieb die für private Anwendung kostenlose Version Caldera OpenDOS 7.01, was aber keine wesentlichen Neuerungen enthielt und teilweise sogar hinter dem Stand von Novell DOS 7 mit den letzten Updates zurückblieb. In den Versionen 7.02 und 7.03, die wieder DR-DOS hießen (jedoch mit Bindestrich geschrieben), wurden neben vielen anderen Erweiterungen auch diese Updates wieder integriert bzw. neu implementiert.
Caldera veröffentlichte mit OpenDOS 7.01 auch die Quelltexte des Kernels unter einer nur privat nutzbaren Lizenz. Außerdem stellte Caldera die Quelltexte zu GEM unter die GPL und durch das Fan-Projekt “The Unofficial CP/M Web site” sind die Quelltexte von CP/M nun auch unter einer freien Lizenz verfügbar.
Bemerkenswerter an der DR-DOS-Ära Caldera ist hingegen der Rechtsstreit, den Caldera gegen Microsoft angestrengt hatte:

Da Caldera alle Rechte übernommen hatte, konnte man auch bezüglich der Vorkommnisse um Windows 3.x und Windows 95 aus der Zeit von Digital Research und Novell Klage erheben. Caldera gelang es, durch minimale Änderungen Windows 95 unter DR-DOS zum Laufen zu bringen. Veröffentlichungen zufolge sei das Benutzen von Windows 95 in anderen DOS-Betriebssystemen allein durch ein spezielles TSR-Programm möglich; dieses Programm sollte daraufhin bald für DR-DOS-Benutzer erscheinen. Aus nicht erklärten Gründen erfolgte diese Veröffentlichung jedoch nicht. Caldera bewies demnach aber, dass Windows 95 aus den zwei unabhängigen Produkten MS-DOS 7.00 (später 7.10) und Windows 4.0 bestand, so dass die Zwangsbündelung eine Wettbewerbsbehinderung anderer DOS-Anbieter darstellte. Die gerichtliche Auseinandersetzung endete schließlich in einem Vergleich, in dem Microsoft Anfang 2000 etwa 280 Millionen Dollar an Caldera zahlte.

### Unter Lineo/DeviceLogics/DRDOS, Inc. (ab 1999)
DR-DOS ging dann an die aus Caldera Thin Clients entstandene Firma Lineo, fiel mit Lineos Ende wieder zurück an die Canopy Group und wurde 2002 von DeviceLogics (DRDOS, Inc.) übernommen. Unter Lineo und DeviceLogics wurde DR-DOS nicht mehr kostenlos abgegeben, sondern als System für eingebettete Systeme und ähnliches verkauft. Im März 2004 wurde die Version 8 von DR-DOS veröffentlicht, die beschränkte Unterstützung für FAT32 brachte. Die im September 2005 durch DRDOS Inc. veröffentlichte Version 8.1 wurde wegen Copyrightproblemen (es wurden fremde Programme mitgeliefert, u. a. vom FreeDOS-Projekt, und enthielt gestohlenen Code aus Udo Kuhnts Enhanced DR-DOS) wieder vom Markt genommen. Später verschwand auch DR-DOS 8.0, seitdem ist auf der Seite von DRDOS Inc. nur mehr DR-DOS 7.03 erhältlich.
Eine Rolle spielte DR-DOS Version 7 hauptsächlich auf Wiederherstellungsdisketten und -CD-ROMs diverser Datenrettungs- und -sicherungsprogramme, wie Norton Ghost, DriveImage, Partition Magic und andere Programme, die eine Startdiskette benötigten. Wegen mangelhafter Unterstützung neuerer Festplattencontroller (SATA, SoftRAID, …) verlor es aber in den 2000er Jahren zugunsten von Windows PE oder Linux an Bedeutung.

### Enhanced DR-DOS (seit Juli 2002)
Um ein privates Fanprojekt handelt es sich beim „DR-DOS/OpenDOS Enhancement Project“, oder auch Enhanced DR-DOS bzw. kurz EDR-DOS. Der Autor, Udo Kuhnt, entwickelte das quelloffene OpenDOS 7.01 seit 2003 weiter. Von ihm stammen LBA- und FAT32-Unterstützung für Festplatten mit mehr als 8 GiB Kapazität sowie weitere Fehlerkorrekturen und Erweiterungen. Die Updates beziehen sich aber fast ausschließlich auf den Kernel, die Dateien IBMBIO.COM, IBMDOS.COM und COMMAND.COM, während für Dienstprogramme zunehmend auf die modernen (und teilweise für EDR-DOS angepassten) Versionen aus FreeDOS verwiesen wird. Daher kann Enhanced DR-DOS nicht als vollwertiges DOS-Betriebssystem angesehen werden, sondern vielmehr als alternativer Kernel für ein bestehendes OpenDOS/DR-DOS oder für FreeDOS.
Udo Kuhnt hat die Weiterentwicklung 2011 eingestellt. Nachdem DR-DOS als Derivat von CP/M 2022 ebenfalls gemeinfrei wurde, entwickelt E. C. Masloch den Kernel seit 2023 weiter und mit SvarDOS gibt es zudem eine DR-DOS-Distribution.

## Kompatibilität zu MS-DOS
Die Kompatibilität von DR-DOS zu MS-DOS wurde von Version zu Version stetig verbessert. So konnte bspw. DR DOS 3.41 noch keine Variablensubstitution der PATH-Variable für den Suchpfad durchführen, wenn diese als erstes in der SET PATH= Zeile aufgeführt wurde, in MS-DOS und der späteren DR DOS 5.0 Version war hingegen die Reihenfolge egal. Mit der Übernahme von Digital Research durch Novell wurden weitere Befehle näher an jene von MS-DOS angeglichen, wie bspw. der Debugger SID, der nicht nur in DEBUG umbenannt, sondern auch dahingehend geändert wurde, dass er sich auch in der Bedienung wie DEBUG von Tim Paterson (86-DOS) verhält.

## Verbreitung
DR DOS war eine Konsequenz daraus, dass einerseits CP/M an Bedeutung verlor, während sich andererseits nach dem Erfolg des IBM PC als Plattform die Kompatibilität zu MS-DOS bzw. PC DOS als immer wichtiger herausstellte. Einige Erstausrüster (englisch OEMs) IBM-PC-kompatibler Rechner boten DR DOS 3.4 als Alternative zu MS-DOS an, darunter einige taiwanesische Hersteller, die ihre Produkte jedoch auch auf dem US-amerikanischen Markt anboten. In Deutschland bzw. über DACH hinaus Zentraleuropa war Vobis bis vor 1993 einer der wichtigsten OEM-Kunden für Digital Research, da die IBM-kompatiblen PCs der Eigenmarke „Highscreen“ mit DR DOS angeboten wurden.
Durch eine Klage von Caldera 1996 wurden vor Gericht eingebrachte Unterlagen zugänglich, in denen u. a. DR DOS 5.0 von einem Tester bei Microsoft als „MS-DOS enorm überlegen“ bezeichnet wurde. Aus den Unterlagen geht auch hervor, wie Microsoft DR DOS und Novell NetWare als größte Gefahr für Windows (damals noch in Version 3.x) wahrnahm und alles dafür tat, um einen Erfolg von DR DOS zu verhindern.
Laut PC Magazine April 27, 1993 hatte DR DOS einen Marktanteil von 5 %. Im Buch Undocumented DOS 2nd Edition von Andrew Schulmann, Addisson Wesley Verlag wird der Marktanteil von DR DOS mit 7 % geschätzt, unter der Angabe, dass Microsoft im Jahr 1991 MS-DOS Lizenzen im Wert von 617,5 Millionen Dollar verkaufte, während der Gesamtumsatz von Digital Research in diesem Jahr bei 45 Mio. Dollar lag und unter der vereinfachten Annahme, dass Digital Research in diesem Zeitraum nichts anderes als Lizenzen von DR DOS verkaufen würde. Würde man andere Produkte noch in die Rechnung einkalkulieren, dann würde der Marktanteil somit noch weiter unter diesen positiv geschätzten 7 % liegen. Digital Research selbst behauptete 1991, dass sich DR DOS 5.0 1,5 Millionen Mal verkauft hätte.

## Versionsgeschichte
DR DOS wurde bis einschließlich Version 6.0 ohne Bindestrich geschrieben. Nach dem Verkauf des Betriebssystems von Digital Research an Novell verschwand das „DR“ aus dem Namen, bis es von Caldera erneut als OpenDOS/DR-DOS 7.02, diesmal mit Bindestrich, veröffentlicht wurde. Alle Versionen von OpenDOS 7.01 bis DR-DOS 7.03 waren frei erhältlich (Freeware). Des Weiteren existieren außerdem die OEM-Versionen DR-DOS 7.04 und DR-DOS 7.05, die als Startdisketten von diversen Datenrettungs- und Festplattendienstprogrammen zum Einsatz kamen. Die inoffiziellen Verbesserungen von Udo Kuhnt – siehe Enhanced DR-DOS – sind allein auf den Kernel bezogen und nehmen als Basis die von Caldera veröffentlichten Quellen (Open Source) von OpenDOS 7.01. Alle Versionen von DR DOS, bis einschließlich DR DOS 6.0, geben sich über die DOS-API-Funktion AH=30h und Interrupt 21h als MS-DOS-Version 3.31 aus. Ab Novell DOS 7.0 gibt es sich als MS-DOS 6.0 aus.
Zu einer Versionsübersicht des Kernels inklusive dessen Abstammung (CP/M) siehe BDOS.
| Version                           | Veröffentlichung | Anmerkungen |
| --------------------------------- | ---------------- | --- |
| DOS Plus 1.0                      | 1985             | |
| DOS Plus 2.01                     | August 1986      | |
| DR DOS 3.31                       | Mai 1988         | DR DOS 3.31 war die erste reine DOS-Version von Digital Research, die zu MS-DOS von Microsoft voll kompatibel war aber nicht mehr zu CP/M. Für Programme meldet es API-Kompatibilität zu IBM DOS 3.31. Außerdem unterstützte es Festplatten mit mehr als 32 MiB Größe. |
| DR DOS 3.40                       | Januar 1989      | Zu den Neuerungen von DR DOS 3.40 zählen u. a. eine neue Installationsroutine, das Dateirettungsprogamm RECOVER.EXE, der Texteditor EDITOR.EXE und die Unterstützung von Expanded Memory durch den Gerätetreiber EMM386.SYS per EMS LIM 4.0. Außerdem wurde erstmals eine Historie der Kommandozeileneingaben eingeführt. Des Weiteren verfügen die mitgelieferten Programme nun über eine interne Kommandozeilenhilfe, die mittels des Parameters /h aufgerufen werden kann. |
| DR DOS 3.41                       | August 1989      | Viele kleine Verbesserungen. FORMAT.COM bot mit dem Parameter /F die Möglichkeit Diskettenformatgrößen in KB anzugeben, was das Formatieren von Disketten deutlich vereinfachte. TREE.COM bot eine grafische Ansicht des Verzeichnisbaums, vergleichbar mit dem TREE.COM Kommando von MS-DOS. |
| DR DOS 5.0                        | Mai 1990         | Codename „Leopard“, beinhaltet die graphische Bedienoberfläche ViewMAX/1. Die Kompatibilität des DOS-Kernels zu PC DOS wurde wesentlich verbessert. Erste DR-DOS-Version, die HIMEM.SYS für Erweiterten Speicher (XMS) und MEM.EXE mitliefert. An die Befehle FIND.EXE, TOUCH.EXE und XDEL.EXE können mit dem Parameter @ nun Dateilisten übergeben werden. Außerdem wurde das Programm EXE2BIN.EXE hinzugefügt. Mit FILELINK.EXE konnten Dateien über die COM-Schnittstelle übertragen werden. |
| DR DOS 6.0                        | September 1991   | Codename „Buxton“, beinhaltet ViewMAX/2. Erwähnenswerte neu hinzugefügte Programme waren UNFORMAT.COM, UNDELETE.COM, sowie DISKOPT.EXE – ein Programm zum Defragmentieren der Festplatte. Mit FC.EXE konnten nun Dateien auf ASCII- und Binärebene verglichen werden. Außerdem bot diese Version mit DOSBOOK.EXE noch über eine ausführliche Online Hifefunktion. In SETUP.EXE konnten nun gezielt bestimmte Änderungen an der Konfiguration vorgenommen werden. Die mittels /h Parameter integrierte Programmhilfe ist nun in allen DR DOS Programmen auch mit dem aus MS-DOS 5.0 nach DR DOS 3.40 später eingeführten Parameter /? möglich. Zusätzlich bekam DR-DOS noch den Protected-Mode-fähigen Taskswitcher TaskMAX. Bei BATCH Dateien wurde DR-DOS 6.0 um die internen Kommandos GOSUB und RETURN für Subroutinen erweitert, außerdem wurde das IF Kommando um die Bedingung DIREXIST erweitert, mit der es möglich ist, nach der Existenz von Verzeichnissen abzufragen, dies war in vorherigen DR-DOS Versionen nicht möglich. |
| DR DOS 6.01                       | April 1992       | Dies war die letzte von Digital Research veröffentlichte Aktualisierung. |
| DR PalmDOS 1.0                    | Juni 1992        | Codenamen „Merlin.“ Die internen Strukturen im Kernel wurden weg von CP/M hin zu echtem PC DOS / MS-DOS entwickelt. Bei PalmDOS handelt es sich um eine hinsichtlich der Kompatibilität verbesserte OEM-Version von DR-DOS 6.01, viele der Verbesserungen flossen in Novell DOS 7 ein. |
| Novell DOS 7                      | Januar 1994      | Codenamen „Panther“ und „Smirnoff.“ Die letzte von Novell veröffentlichte Aktualisierung ist Novell DOS 7 Update 15/2 vom Januar 1996. Novell DOS 7 ist API-kompatibel zu PC DOS 5. Der Debugger wurde von SID86.EXE in DEBUG.EXE umbenannt und die Bedienung an den gleichnamigen MS-DOS-Debugger angelehnt. Der EDITOR.EXE von Digital Research wurde in EDIT.COM umbenannt und mit einer Zeichenorientierte Benutzerschnittstelle ausgestattet. |
| OpenDOS 7.01                      | Februar 1997     | Dies stellt die erste veröffentlichte Version nach dem Verkauf an Caldera dar. Obwohl die Versionsnummer höher ist als die letzte Version von Novell, wurden nicht alle bereits verfügbaren Aktualisierungen von Novell DOS 7 eingearbeitet, so dass OpenDOS 7.01 ungefähr Novell DOS 7 Update 11 entspricht. Von dieser Version wurden die Betriebssystem-Kernkomponenten IBMBIO.COM, IBMDOS.COM und COMMAND.COM als Quellcode veröffentlicht, die jedoch für kommerzielle Zwecke nur für einen Zeitraum von 90 Tagen getestet werden dürfen. Im nicht-kommerziellen Bereich darft OpenDOS 7.01 für einen unbegrenzten Zeitraum genutzt werden. 2022 wurde DR-DOS im Rahmen der Freigabe von CP/M ebenfalls Public Domain. |
| DR-DOS 7.02                       | September 1997   | In dieser wieder ohne Quellcode veröffentlichten Version hatte Caldera die meisten der letzten Verbesserungen von Novell eingearbeitet. Bei den Beta-Versionen war noch von „Caldera OpenDOS 7.02“ die Rede, veröffentlicht wurde schließlich „Caldera DR-OpenDOS 7.02“, was jedoch gleich darauf in „Caldera DR-DOS 7.02“ geändert wurde. |
| DR-DOS 7.03                       | März 1999        | Die letzte von der Caldera-Tochter Lineo veröffentlichte Version, die nun wieder von DRDOS, Inc. vertrieben wurde. |
| DR-DOS 7.04+                      | ab 1999          | Es gab diverse OEM-Versionen von DR-DOS 7.0x, vor allem für Bootdisketten. Beispielsweise nutzte Ontrack Systems DR-DOS 7.04 und 7.05, das um die Funktionen FAT32 und LBA erweitert wurde, in Produkten wie Ontrack Easy Recovery 5. Bei OEM-Versionen von DR-DOS handelt es sich nicht um vollständige, installierbare Betriebssysteme. |
| DR-DOS 7.01.01                    | Juli 2002        | Udo Kuhnt veröffentlicht seinen ersten Patch für den von Caldera freigegebenen Quellcode des OpenDOS-7.01-Kernel. |
| DR-DOS 8.0                        | März 2004        | Von DeviceLogics veröffentlichte Version, die inzwischen zurückgezogen wurde. DR-DOS 8.0 war speziell für den Einsatz in eingebetteten Systemen angepasst. |
| Enhanced DR-DOS 7.01.07           | März 2005        | Die von Udo Kuhnt erarbeiteten Verbesserungen wurden bis 2011 als „Enhanced DR-DOS“ veröffentlicht. Das Projekt passt DR-DOS 7 an die Gegebenheiten der Zeit an (z. B. FAT32-Unterstützung), benötigt jedoch die originalen OpenDOS-Programme (frei für den privaten Gebrauch) oder Programme aus dem FreeDOS-Projekt (unterschiedliche Lizenzen), um als vollständiges DOS zu gelten. Teilweise finden speziell angepasste quelloffene FreeDOS-Programme den Weg zu Enhanced DR-DOS, etwa SYS, FORMAT und XCOPY. Die letzte Version, 7.01.08 vom 21. Juli 2011, war als work-in-progress (WIP) betitelt und als instabil markiert. Sie enthält mindestens einen kritischen Fehler, der beim Löschen von Dateien mit langem Dateinamen das Dateisystem beschädigen kann. |
| DR-DOS 8.1                        | Oktober 2005     | Diese von DRDOS, Inc. veröffentlichte Version verletzte offenkundig das Copyright der von Udo Kuhnt erarbeiteten Verbesserungen am OpenDOS-7.01-Kernel sowie die Lizenzen diverser Programme aus dem FreeDOS-Projekt und musste kurz nach Erscheinen wieder zurückgezogen werden. Weil kurz darauf auch DR-DOS 8.0 vom Markt genommen wurde, ist die letzte offiziell verfügbare Version DR-DOS 7.03 aus dem Jahre 1999. |
| Weiterführung von Enhanced DR-DOS | seit 2023        | 2022 wurde DR-DOS als Derivat von CP/M von Bryan Sparks, dem Geschäftsführer von DRDOS, Inc., unter Public Domain gestellt. 2023 überführte E. C. Masloch Enhanced DR-DOS in sein Mercurial-Repository, wo er es auf frei verfügbare Entwicklungswerkzeuge portierte (u. a. von RASM86 von Digital Research auf den freien Assembler-Compiler JWasm) und seither auch weiterentwickelt. |
| SvarDOS                           | seit Juli 2024   | SvarDOS ist eine Rolling Release, die ursprünglich auf FreeDOS basierte, anders als dieses jedoch auf Kompatibilität mit 8088/8086-Systemen wie dem originalen IBM PC getrimmt ist. Ende 2023 erstellte Bernd Böckmann ein EDR-DOS-Installationspaket für SvarDOS, das den FreeDOS-Kernel mit dem von Enhanced DR-DOS auswechselt. Im Juli 2024 wurde der Enhanced-DR-DOS-Kernel schließlich zum Standard unter SvarDOS. Viele systemnahe Programme und Dienstprogramme, die nicht im veröffentlichten Quelltext von OpenDOS enthalten waren, sind in SvarDOS durch andere Versionen ersetzt, etwa durch jene von FreeDOS, sodass SvarDOS zwar als DR-DOS-Distribution bezeichnet werden kann, aber kein direktes Update für DR-DOS 7.03 darstellt. Im Gegensatz zu FreeDOS ist SvarDOS durch den EDR-DOS-Kernel jedoch kompatibler mit originaler Hardware und klassischen DOS-Programmen. |

Eine übersichtliche Zeitleiste findet sich auf den Seiten des FreeDOS-Projekts.